# Beyond the Black Rainbow
Beyond the Black Rainbow es una película canadiense de terror y ciencia ficción estrenada en 2010 y dirigida por Panos Cosmatos en su debut. Fue protagonizada por Michael Rogers y Eva Allan.

## Sinopsis
En la década de 1960, Mercurio Arboria fundó el Instituto Arboria, un centro de investigación dedicado a encontrar una reconciliación entre la ciencia y la espiritualidad, que permita a los seres humanos entrar en una nueva era de felicidad perpetua. En la década de 1980, el trabajo de Arboria fue asumido por su protegido, el dr. Barry Nyle, quien por desgracia es un psicópata que mantiene cautiva a una joven llamada Elena en un hospital bajo el instituto. Elena sólo se comunica a través de la telepatía y demuestra capacidades psíquicas, que Nyle suprime utilizando un dispositivo prismático brillante.

## Reparto
- Michael Rogers es Barry Nyle
- Eva Allan es Elena
- Scott Hylands es Mercurio Arboria
- Marilyn Norry es Rosemary Nyle